# Diceratosaurus
 (janvier 2018).
Si vous disposez d'ouvrages ou d'articles de référence ou si vous connaissez des sites web de qualité traitant du thème abordé ici, merci de compléter l'article en donnant les références utiles à sa vérifiabilité et en les liant à la section « Notes et références ».
Genre
Espèce
Diceratosaurus est un genre éteint d’amphibiens lépospondyles appartenant à la famille des Keraterpetontidae. Les fossiles de Diceratosaurus ont été décrits pour la première fois par Edward Drinker Cope en 1874 dans le Carbonifère supérieur de l'Ohio.
L'espèce type et seule espèce connue est D. brevirostris. Elle a été découverte dans le comté de Jefferson dans l'Ohio, avec environ 50 spécimens recueillis dans la mine de charbon « Diamant » de l'Ohio. La mine était située dans le village de Linton ; elle a fermé en 1921.